# جان فن
جان بنت فن (به انگلیسی: John Bennett Fenn) (زاده ۱۵ ژوئن ۱۹۱۷ - درگذشته ۱۰ دسامبر ۲۰۱۰) پروفسور و پژوهش‌گر آمریکایی بود که «برای توسعه روش‌های شناسایی و تجزیه و تحلیل ساختار مولکولهای بیولوژیکی و توسعه طیف نگاری با رزونانس مغناطیسی هسته‌ای»
در سال ۲۰۰۲ به همراه کویچی تاناکا و کورت ووتریش موفق به دریافت جایزه نوبل شیمی شد.

## زندگی‌نامه
فن در شهر نیویورک زاده شد، و با خانواده‌اش به کنتاکی در طول رکود بزرگ نقل مکان کرد. دکترای خود را از دانشگاه ییل دریافت کرد. او در دانشگاه ییل و دانشگاه ویرجینیا و آزمایشگاه‌های صنعتی٬تحقیقاتی در مونسانتو کار می‌کرد.